# Chondrostoma regium
Chondrostoma regium is een straalvinnige vissensoort uit de familie van de eigenlijke karpers (Cyprinidae). De wetenschappelijke naam van de soort is voor het eerst geldig gepubliceerd in 1843 door Johann Jakob Heckel.
C. regium werd in 1836 verzameld in de Orontes en Tigris tijdens een wetenschappelijke reis van de geoloog Joseph Russegger.